# Open de Gdynia de snooker 2015
L'Open de Gdynia 2015 est un tournoi de snooker classé mineur, qui s'est déroulé du 25 février au 1er mars 2015 à Gdynia, en Pologne. Il est sponsorisé par la Kreativ Dental Clinic. 

## Déroulement
Il s'agit de la neuvième épreuve du championnat européen des joueurs, une série de tournois disputés en Europe (6 épreuves) et en Asie (3 épreuves), lors desquels les joueurs doivent accumuler des points afin de se qualifier pour la grande finale à Bangkok.
L'événement compte un total de 231 participants, dont 128 ont atteint le tableau final. Le vainqueur remporte une prime de 25 000 €.
Le tournoi est remporté par Neil Robertson devant Mark Williams 4 manches à 0 en finale. Robertson déclare aimer jouer en Pologne, lui qui a remporté trois des quatre tournois qu'il a disputés dans ce pays. Le tournoi avait pourtant bien mal commencé pour l'Australien, qui avait concédé sa toute première manche contre Adam Duffy en étant arrivé en retard.

## Dotation
La répartition des prix est la suivante :
- Vainqueur : 25 000 €
- Finaliste : 12 000 €
- Demi-finaliste : 6 000 €
- Quart de finaliste : 4 000 €
- 8èmes de finale : 2 300 €
- 16èmes de finale : 1 200 €
- Deuxième tour : 700 €
- Dotation totale : 125 000 €

## Phases finales
|  | Quarts de finale au meilleur des 7 manches | Quarts de finale au meilleur des 7 manches | Quarts de finale au meilleur des 7 manches |               |               | Demi-finales au meilleur des 7 manches | Demi-finales au meilleur des 7 manches | Demi-finales au meilleur des 7 manches |  |  | Finale au meilleur des 7 manches | Finale au meilleur des 7 manches | Finale au meilleur des 7 manches |
|  |                                            |                                            |                                            |               |               |                                        |                                        |                                        |  |  |                                  |                                  |                                  |
|  |                                            | Shaun Murphy                               | 4                                          |               |               |                                        |                                        |                                        |  |  |                                  |                                  |                                  |
|  |                                            | Robert Milkins                             | 2                                          |               |               |                                        |                                        |                                        |  |  |                                  |                                  |                                  |
|  |                                            | Robert Milkins                             | 2                                          |               | Shaun Murphy  | 2                                      |                                        |                                        |  |  |                                  |                                  |                                  |
|  |                                            |                                            |                                            |               | Shaun Murphy  | 2                                      |                                        |                                        |  |  |                                  |                                  |                                  |
|  |                                            |                                            | Neil Robertson                             | 4             |               |                                        |                                        |                                        |  |  |                                  |                                  |                                  |
|  |                                            | Neil Robertson                             | Neil Robertson                             | 4             | 4             |                                        |                                        |                                        |  |  |                                  |                                  |                                  |
|  |                                            | Neil Robertson                             |                                            |               | 4             |                                        |                                        |                                        |  |  |                                  |                                  |                                  |
|  |                                            | Judd Trump                                 | 3                                          |               |               |                                        |                                        |                                        |  |  |                                  |                                  |                                  |
|  |                                            |                                            |                                            |               |               |                                        |                                        |                                        |  |  |                                  | Neil Robertson                   | 4                                |
|  |                                            |                                            |                                            | Mark Williams | 0             |                                        |                                        |                                        |  |  |                                  |                                  |                                  |
|  |                                            | Mark Williams                              | 4                                          |               |               |                                        |                                        |                                        |  |  |                                  |                                  |                                  |
|  |                                            | Joe Perry                                  | 1                                          |               |               |                                        |                                        |                                        |  |  |                                  |                                  |                                  |
|  |                                            | Joe Perry                                  | 1                                          |               | Mark Williams | 4                                      |                                        |                                        |  |  |                                  |                                  |                                  |
|  |                                            |                                            |                                            |               | Mark Williams | 4                                      |                                        |                                        |  |  |                                  |                                  |                                  |
|  |                                            |                                            | Jimmy Robertson                            | 0             |               |                                        |                                        |                                        |  |  |                                  |                                  |                                  |
|  |                                            | Jimmy Robertson                            | Jimmy Robertson                            | 0             | 4             |                                        |                                        |                                        |  |  |                                  |                                  |                                  |
|  |                                            | Jimmy Robertson                            |                                            |               | 4             |                                        |                                        |                                        |  |  |                                  |                                  |                                  |
|  |                                            | Luca Brecel                                | 1                                          |               |               |                                        |                                        |                                        |  |  |                                  |                                  |                                  |

## Finale
| Finale au meilleur des 7 manches Arbitre : Malgorzata Kanieska |                          |                              |
| Neil Robertson Australie                                       | 4 - 0 ( - )              | Mark Williams Pays de Galles |
| 1 109                                                          | Centuries Meilleur break | 0 67                         |
| Neil Robertson remporte l'Open de Gdynia 2015                  |                          |                              |